# NRK

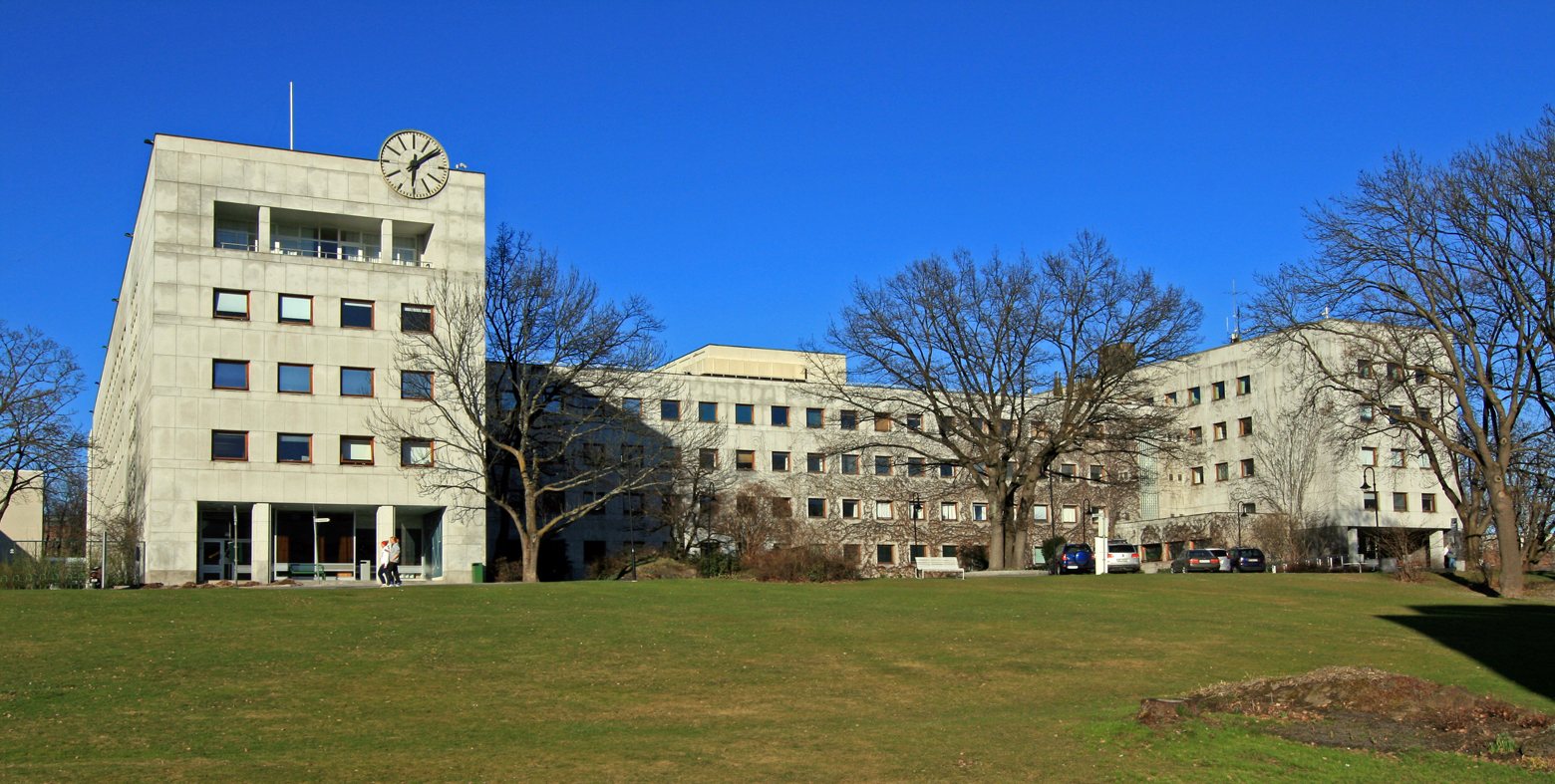
Clădirea secției de radio

Norsk rikskringkasting AS (NRK) este un post norvegian de radio și televiziune care aparține statului.

## Canale NRK

### Radio

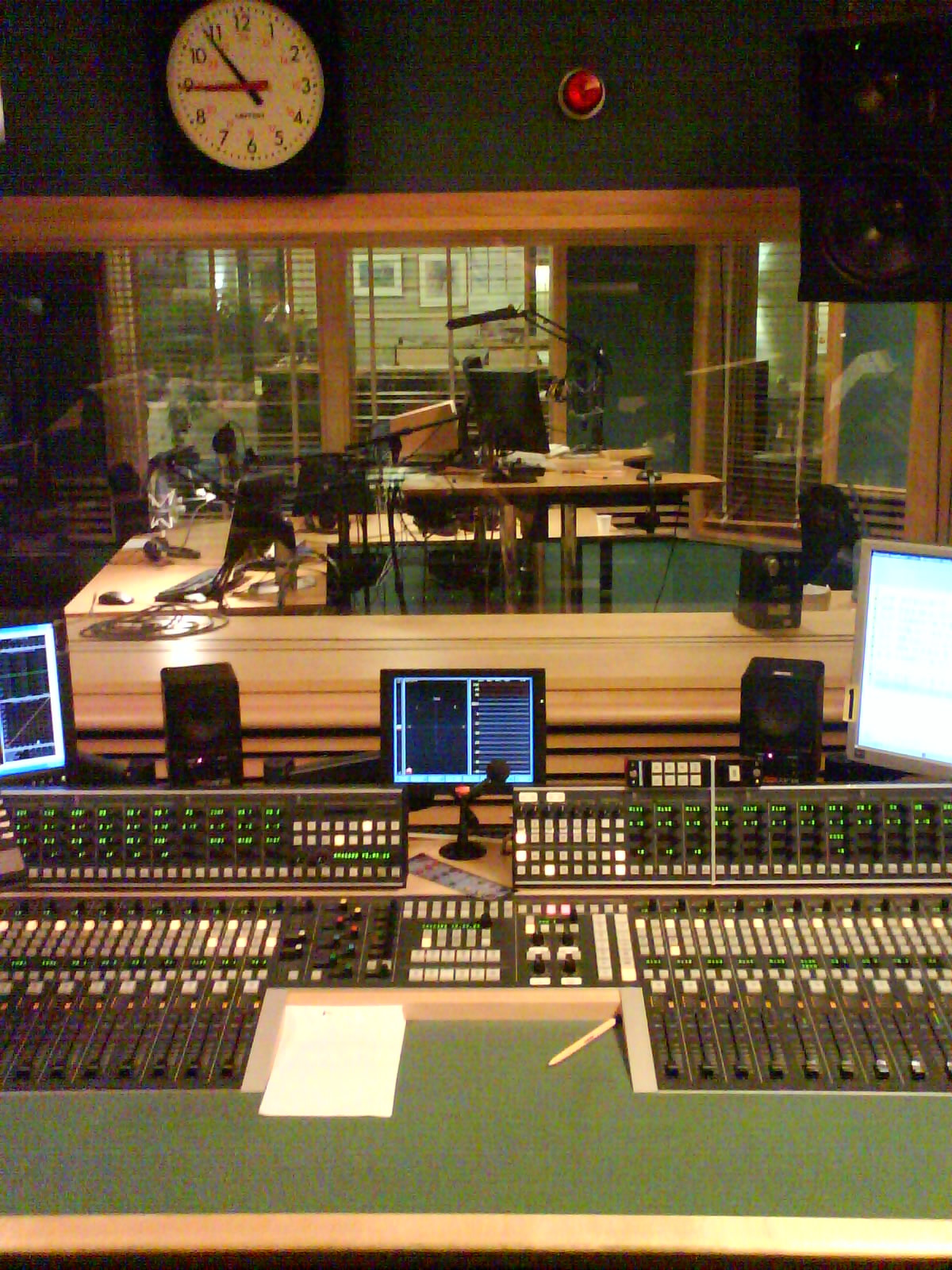
Studioul principal pentru programul de știri Dagsnytt (văzut din cabina tehnică). Dagsnytt a început în 1934.

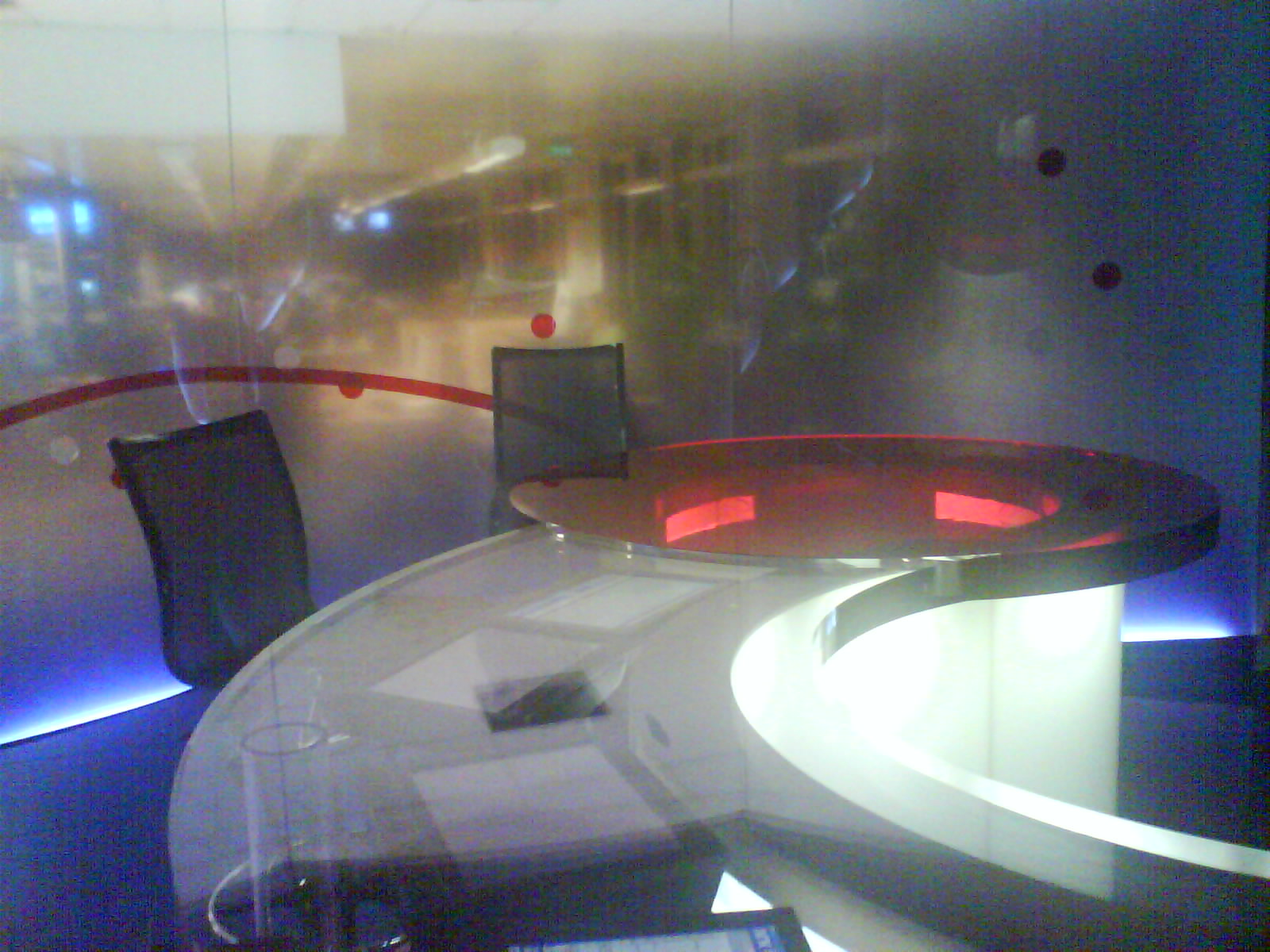
Studioul 7 NRK2.

| Nume                                       | Din               | Transmite pe    |
| ------------------------------------------ | ----------------- | --------------- |
| NRK P1                                     | 1933              | FM/DAB/internet |
| NRK P2                                     | 1 septembrie 1984 | FM/DAB/internet |
| NRK P3                                     | 1993              | FM/DAB/internet |
| NRK Sápmi                                  | 1946              | FM/DAB/internet |
| NRK Klassisk                               | 1995              | DAB/internet    |
| NRK Alltid Nyheter                         | 1997              | FM/DAB/internet |
| NRK mP3                                    | 31 iulie 2000     | FM/DAB/internet |
| NRK Folkemusikk                            | 7 septembrie 2004 | DAB/internet    |
| NRK P1 Oslofjord (desființat 1 iulie 2009) | 2005              |                 |
| NRK Super                                  | 12 octombrie 2006 | DAB/internet    |
| NRK Gull                                   | 12 octombrie 2006 | DAB/internet    |
| NRK Båtvær                                 | 2 mai 2007        | DAB             |
| NRK Jazz                                   | 2 iulie 2007      | DAB/internet    |
| NRK Sport                                  | 2 iulie 2007      | DAB/internet    |
| NRK Stortinget                             | 2000              | internet        |
| NRK Urørt                                  | 2005              | internet        |
| NRK 5.1 (nedlagt)                          | 12 octombrie 2006 | internet        |
| NRK Metro (desființat)                     | 2000              |                 |

### TV
| Nume      | Din                                             |
| --------- | ----------------------------------------------- |
| NRK1      | 1954 (prøvesendinger), 20 august 1960 (oficial) |
| NRK2      | 1996 (3 septembrie) 2007 (relansare)            |
| NRK3      | 3 septembrie 2007                               |
| NRK Super | 1 decembrie 2007                                |
| NRK1 HD   | 12 februarie 2010 (transmisie comună cu NRK1)   |
| NRK2 HD   | 9 februarie 2011 (transmisie comună cu NRK 2)   |
| NRK3 HD   | 9 februarie 2011 (transmisie comună cu NRK 3)   |